# Golfe nos Jogos Olímpicos de Verão de 2024 - Individual masculino
O torneio individual masculino de golfe nos Jogos Olímpicos de Verão de 2024 ocorreu entre 1 e 4 de agosto de 2024 no Campo Albatros do Le Golf National, em Guyancourt. Um total de 60 golfistas de 32 Comitês Olímpicos Nacionais (CON) participaram do evento.

## Qualificação
Cada CON poderia qualificar de um a quatro golfistas, com base no ranking mundial de 17 de junho de 2024. Os 60 melhores golfistas, sujeitos aos limites por nação e às garantias para país-sede e representação continental, foram selecionados. Uma nação poderia ter três ou quatro golfistas se todos estivessem entre os 15 melhores do ranking; de outra maneira, cada nação estaria limitada a dois golfistas. Uma vaga foi garantida ao país-sede, França, e outras cinco foram garantidas para permitir representação de todos os continentes.

## Formato
Seguindo o formato utilizado quando do retorno do golfe aos Jogos Olímpicos em 2016, a competição é um torneio de quatro rodadas de jogo por tacadas, com o menor placar após os 72 buracos vencendo. No entanto, ao contrário da maioria dos eventos do tour internacional, não há corte de competidores após o segundo dia, com todos jogando as quatro rodadas.

## Calendário
Horário local (UTC+2)
| Data                | Hora | Rodada          |
| ------------------- | ---- | --------------- |
| 1 de agosto de 2024 | 9:00 | Primeira rodada |
| 2 de agosto de 2024 | 9:00 | Segunda rodada  |
| 3 de agosto de 2024 | 9:00 | Terceira rodada |
| 4 de agosto de 2024 | 9:00 | Rodada final    |

## Medalhistas
| Ouro   | USA Scottie Scheffler |
| Prata  | GBR Tommy Fleetwood   |
| Bronze | JPN Hideki Matsuyama  |

## Resultados

### Primeira rodada
Quinta-feira, 1 de agosto de 2024
Victor Perez, do país anfitrião, deu a tacada inicial. Hideki Matsuyama (Japão), que perdeu em um playoff de sete competidores pela medalha de bronze nas Olimpíadas de 2020, fez uma rodada de 8 abaixo do par de 63 para liderar por duas tacadas sobre o campeão defensor Xander Schauffele (Estados Unidos). A chuva durante a noite amoleceu o campo, resultando em pontuações menores do que o esperado. O jogo foi atrasado duas vezes durante a rodada devido a raios próximos.
| Pos. | Golfista          | CON                | Resultado | Para o par |
| ---- | ----------------- | ------------------ | --------- | ---------- |
| 1    | Hideki Matsuyama  | JPN Japão          | 63        | −8         |
| 2    | Xander Schauffele | USA Estados Unidos | 65        | −6         |
| =3   | Emiliano Grillo   | ARG Argentina      | 66        | −5         |
| =3   | Tom Kim           | KOR Coreia do Sul  | 66        | −5         |
| =3   | Joaquín Niemann   | CHI Chile          | 66        | −5         |
| =6   | Tommy Fleetwood   | GBR Grã-Bretanha   | 67        | −4         |
| =6   | Ryan Fox          | NZL Nova Zelândia  | 67        | −4         |
| =6   | Alex Norén        | SWE Suécia         | 67        | −4         |
| =6   | Jon Rahm          | ESP Espanha        | 67        | −4         |
| =6   | Scottie Scheffler | USA Estados Unidos | 67        | −4         |
| =6   | Sepp Straka       | AUT Áustria        | 67        | −4         |
| =6   | Sami Välimäki     | FIN Finlândia      | 67        | −4         |
| =6   | Erik van Rooyen   | RSA África do Sul  | 67        | −4         |

### Segunda rodada
Sexta-feira, 2 de agosto de 2024
Tommy Fleetwood (Grã-Bretanha), Xander Schauffele (Estados Unidos) e o líder da primeira rodada Hideki Matsuyama (Japão) estavam empatados em primeiro lugar após a segunda rodada, ficando duas tacadas à frente de Jon Rahm (Espanha). O número um do mundo Scottie Scheffler (Estados Unidos) estava cinco tacadas atrás.
| Pos. | Golfista          | CON                | Resultado | Para o par |
| ---- | ----------------- | ------------------ | --------- | ---------- |
| =1   | Tommy Fleetwood   | GBR Grã-Bretanha   | 67-64=131 | −11        |
| =1   | Hideki Matsuyama  | JPN Japão          | 63-68=131 | −11        |
| =1   | Xander Schauffele | USA Estados Unidos | 65-66=131 | −11        |
| 4    | Jon Rahm          | ESP Espanha        | 67-66=133 | −9         |
| =5   | Thomas Detry      | BEL Bélgica        | 71-63=134 | −8         |
| =5   | Tom Kim           | KOR Coreia do Sul  | 66-68=134 | −8         |
| =5   | Pan Cheng-tsung   | TPE Taipé Chinês   | 69-65=134 | −8         |
| =8   | Stephan Jäger     | GER Alemanha       | 71-64=135 | −7         |
| =8   | Guido Migliozzi   | ITA Itália         | 68-67=135 | −7         |
| =10  | Joaquín Niemann   | CHI Chile          | 66-70=136 | −6         |
| =10  | Scottie Scheffler | USA Estados Unidos | 67-69=136 | −6         |
| =10  | Erik van Rooyen   | RSA África do Sul  | 67-69=136 | −6         |

### Terceira rodada
Sábado, 3 de agosto de 2024
Jon Rahm (Espanha) empatou em primeiro lugar com Xander Schauffele (Estados Unidos) com 66, 5 abaixo do par. O co-líder da segunda rodada Tommy Fleetwood (Grã-Bretanha) caiu para o terceiro lugar, uma tacada atrás. O outro co-líder da segunda rodada, Hideki Matsuyama (Japão), estava a duas tacadas do líder e empatou com Nicolai Højgaard (Dinamarca) que empatou o recorde do percurso com 62, 9 abaixo do par. O número um do mundo Scottie Scheffler (Estados Unidos) estava quatro tacadas atrás dos líderes.
| Pos. | Golfista          | CON                | Resultado    | Para o par |
| ---- | ----------------- | ------------------ | ------------ | ---------- |
| =1   | Jon Rahm          | ESP Espanha        | 67-66-66=199 | −14        |
| =1   | Xander Schauffele | USA Estados Unidos | 65-66-68=199 | −14        |
| 3    | Tommy Fleetwood   | GBR Grã-Bretanha   | 67-64-69=200 | −13        |
| =4   | Nicolai Højgaard  | DEN Dinamarca      | 70-70-62=202 | −11        |
| =4   | Hideki Matsuyama  | JPN Japão          | 63-68-71=202 | −11        |
| =6   | Thomas Detry      | BEL Bélgica        | 71-63-69=203 | −10        |
| =6   | Tom Kim           | KOR Coreia do Sul  | 66-68-69=203 | −10        |
| =6   | Rory McIlroy      | IRL Irlanda        | 68-69-66=203 | −10        |
| =6   | Scottie Scheffler | USA Estados Unidos | 67-69-67=203 | −10        |
| =10  | Ludvig Åberg      | SWE Suécia         | 68-70-66=204 | −9         |
| =10  | Jason Day         | AUS Austrália      | 69-68-67=204 | −9         |
| =10  | Joaquín Niemann   | CHI Chile          | 66-70-68=204 | −9         |

### Rodada final
Domingo, 4 de agosto de 2024
Scottie Scheffler, dos Estados Unidos, empatou o recorde do percurso ao atingir 62 (-9) para ganhar a medalha de ouro por uma tacada. O golfista número um do mundo começou o dia quatro tacadas atrás dos líderes, mas fez birdie em cinco dos últimos sete buracos. Tommy Fleetwood, da Grã-Bretanha, ganhou a medalha de prata e Hideki Matsuyama, do Japão, ficou uma tacada atrás para a medalha de bronze.
| Pos.              | Golfista                  | CON                | Rodada 1 | Rodada 2 | Rodada 3 | Rodada 4 | Total | Para o par |
| ----------------- | ------------------------- | ------------------ | -------- | -------- | -------- | -------- | ----- | ---------- |
| Medalha de ouro   | Scottie Scheffler         | USA Estados Unidos | 67       | 69       | 67       | 62       | 265   | −19        |
| Medalha de prata  | Tommy Fleetwood           | GBR Grã-Bretanha   | 67       | 64       | 69       | 66       | 266   | −18        |
| Medalha de bronze | Hideki Matsuyama          | JPN Japão          | 63       | 68       | 71       | 65       | 267   | −17        |
| 4                 | Victor Perez              | FRA França         | 70       | 67       | 68       | 63       | 268   | −16        |
| =5                | Rory McIlroy              | IRL Irlanda        | 68       | 69       | 66       | 66       | 269   | −15        |
| =5                | Jon Rahm                  | ESP Espanha        | 67       | 66       | 66       | 70       | 269   | −15        |
| 7                 | Nicolai Højgaard          | DEN Dinamarca      | 70       | 70       | 62       | 68       | 270   | −14        |
| 8                 | Tom Kim                   | KOR Coreia do Sul  | 66       | 68       | 69       | 68       | 271   | −13        |
| =9                | Corey Conners             | CAN Canadá         | 68       | 69       | 69       | 66       | 272   | −12        |
| =9                | Jason Day                 | AUS Austrália      | 69       | 68       | 67       | 68       | 272   | −12        |
| =9                | Joaquín Niemann           | CHI Chile          | 66       | 70       | 68       | 68       | 272   | −12        |
| =9                | Thomas Detry              | BEL Bélgica        | 71       | 63       | 69       | 69       | 272   | −12        |
| =9                | Xander Schauffele         | USA Estados Unidos | 65       | 66       | 68       | 73       | 272   | −12        |
| =14               | Wyndham Clark             | USA Estados Unidos | 75       | 68       | 65       | 65       | 273   | −11        |
| =14               | Thorbjørn Olesen          | DEN Dinamarca      | 71       | 68       | 66       | 68       | 273   | −11        |
| 16                | Christiaan Bezuidenhout   | RSA África do Sul  | 70       | 71       | 64       | 69       | 274   | −10        |
| 17                | Erik van Rooyen           | RSA África do Sul  | 67       | 69       | 69       | 70       | 275   | −9         |
| =18               | Matteo Manassero          | ITA Itália         | 69       | 69       | 69       | 69       | 276   | −8         |
| =18               | Alejandro Tosti           | ARG Argentina      | 68       | 69       | 69       | 70       | 276   | −8         |
| =18               | Pan Cheng-tsung           | TPE Taipé Chinês   | 69       | 65       | 72       | 70       | 276   | −8         |
| =18               | Ludvig Åberg              | SWE Suécia         | 68       | 70       | 66       | 72       | 276   | −8         |
| =22               | Min Woo Lee               | AUS Austrália      | 76       | 65       | 68       | 68       | 277   | −7         |
| =22               | Guido Migliozzi           | ITA Itália         | 68       | 67       | 74       | 68       | 277   | −7         |
| =24               | Collin Morikawa           | USA Estados Unidos | 70       | 68       | 70       | 70       | 278   | −6         |
| =24               | An Byeong-hun             | KOR Coreia do Sul  | 72       | 68       | 66       | 72       | 278   | −6         |
| =26               | Matti Schmid              | GER Alemanha       | 68       | 75       | 69       | 67       | 279   | −5         |
| =26               | Carlos Ortiz              | MEX México         | 68       | 70       | 70       | 71       | 279   | −5         |
| =26               | Stephan Jäger             | GER Alemanha       | 71       | 64       | 72       | 72       | 279   | −5         |
| =26               | Shane Lowry               | IRL Irlanda        | 71       | 71       | 66       | 71       | 279   | −5         |
| =30               | Rafael Campos             | PUR Porto Rico     | 73       | 70       | 70       | 67       | 280   | −4         |
| =30               | Viktor Hovland            | NOR Noruega        | 70       | 75       | 67       | 68       | 280   | −4         |
| =30               | Nick Taylor               | CAN Canadá         | 70       | 73       | 68       | 69       | 280   | −4         |
| =33               | Gavin Green               | MAS Malásia        | 74       | 69       | 69       | 69       | 281   | −3         |
| =33               | Fabrizio Zanotti          | PAR Paraguai       | 70       | 69       | 71       | 71       | 281   | −3         |
| =35               | Nico Echavarría           | COL Colômbia       | 74       | 69       | 71       | 68       | 282   | −2         |
| =35               | Abraham Ancer             | MEX México         | 70       | 71       | 71       | 70       | 282   | −2         |
| =35               | Sepp Straka               | AUT Áustria        | 67       | 74       | 70       | 71       | 282   | −2         |
| =35               | Ryan Fox                  | NZL Nova Zelândia  | 67       | 73       | 68       | 74       | 282   | −2         |
| =35               | Tapio Pulkkanen           | FIN Finlândia      | 69       | 72       | 71       | 70       | 282   | −2         |
| =40               | Shubhankar Sharma         | IND Índia          | 70       | 69       | 72       | 72       | 283   | −1         |
| =40               | Adrien Dumont de Chassart | BEL Bélgica        | 70       | 70       | 70       | 73       | 283   | −1         |
| =40               | David Puig                | ESP Espanha        | 69       | 69       | 70       | 75       | 283   | −1         |
| =43               | Kristoffer Ventura        | NOR Noruega        | 71       | 68       | 76       | 69       | 284   | E          |
| =43               | Emiliano Grillo           | ARG Argentina      | 66       | 75       | 75       | 68       | 284   | E          |
| =45               | Mito Pereira              | CHI Chile          | 69       | 76       | 74       | 66       | 285   | +1         |
| =45               | Gaganjeet Bhullar         | IND Índia          | 75       | 69       | 71       | 70       | 285   | +1         |
| =45               | Alex Norén                | SWE Suécia         | 67       | 74       | 71       | 73       | 285   | +1         |
| =45               | Sami Välimäki             | FIN Finlândia      | 67       | 71       | 72       | 75       | 285   | +1         |
| =49               | Keita Nakajima            | JPN Japão          | 70       | 70       | 73       | 74       | 287   | +3         |
| =49               | Adrian Meronk             | POL Polônia        | 73       | 71       | 72       | 71       | 287   | +3         |
| =49               | Joel Girrbach             | SUI Suíça          | 69       | 72       | 70       | 76       | 287   | +3         |
| 52                | Kevin Yu                  | TPE Taipé Chinês   | 73       | 69       | 72       | 74       | 288   | +4         |
| 53                | Dou Zecheng               | CHN China          | 69       | 70       | 77       | 73       | 289   | +5         |
| 54                | Kiradech Aphibarnrat      | THA Tailândia      | 74       | 73       | 72       | 71       | 290   | +6         |
| 55                | Daniel Hillier            | NZL Nova Zelândia  | 75       | 73       | 70       | 73       | 291   | +7         |
| 56                | Yuan Yechun               | CHN China          | 70       | 72       | 78       | 72       | 292   | +8         |
| 57                | Camilo Villegas           | COL Colômbia       | 76       | 74       | 72       | 71       | 293   | +9         |
| 58                | Matthieu Pavon            | FRA França         | 71       | 75       | 77       | 74       | 297   | +13        |
| WD                | Matt Fitzpatrick          | GBR Grã-Bretanha   | 73       | 64       | 81       | DNF      | 218   | DNF        |
| WD                | Phachara Khongwatmai      | THA Tailândia      | 70       | 75       | 74       | DNF      | 219   | DNF        |